# Heniocha dyops
Heniocha dyops hay còn gọi là Bướm đêm hoàng đế cẩm thạch là một loài bướm đêm trong họ Saturniidae. Loài này được tìm thấy ở Angola, Kenya, Namibia, Nam Phi và Tanzania.
Ấu trùng ăn các loài thực vật Acacia mearnsi, Acacia burkei, Acacia hereroensis, Acacia karroo, Acacia mellifera và Acacia nigrescens.